# Арфилд, Скотт
Скотт Ха́рри Ната́ньел А́рфилд (англ. Scott Harry Nathaniel Arfield; род. 1 ноября 1988, Ливингстон, Шотландия) — канадский футболист шотландского происхождения, полузащитник клуба «Болтон Уондерерс». Выступал за сборные Шотландии до 19 лет и до 21 года, но в итоге сделал выбор в пользу сборной Канады.

## Клубная карьера

### «Фалкирк»
Прошёл через академию шотландского «Фалкирка» и получил возможность играть за первую команду. 4 августа 2007 года в выигранном 4:0 гостевом матче против «Гретны» в день открытия сезона 2007/08 он дебютировал за «Фалкирк». Свой первый гол забил в проигранном 2:4 матче с «Инвернесс Каледониан Тисл». Затем забил дважды в выигранном 4:0 матче против «Сент-Миррена». В декабре 2007 года Арфилд получил приз лучшего молодого игрока месяца в шотландской Премьер-лиге. В феврале 2008 года он подписал новый пятилетний контракт с «Фалкирком» и закончил сезон с тремя голами в 35 матчах лиги.
В сезоне 2008/09 Арфилд выиграл свой второй приз лучшему молодому игроку месяца, на этот раз за сентябрь 2008 года. Он был в составе «Фалкирка», когда команда уступила 0:1 «Рейнджерс» в финале Кубка Шотландии. Арфилд забил 10 голов в сезоне 2008/09, семь из них — в лиге.
В следующем сезоне Арфилд получил 10-й номер, который ранее носил Стивен Прессли. «Гамильтон Академикал» предложил £ 100 000 за Арфилда в августе 2009 года, но «Фалкирк» отклонил предложение с формулировкой «мы усомнились, не пропустили ли мы ноль в предложенной сумме».
Первое появление Арфилда на поле в сезоне 2009/10 состоялось в победном 1:0 домашнем матче Лиги Европы против «Вадуца». Он закончил сезон с тремя голами в 36 матчах лиги, но «Фалкирк» вылетел из Премьер-лиги.

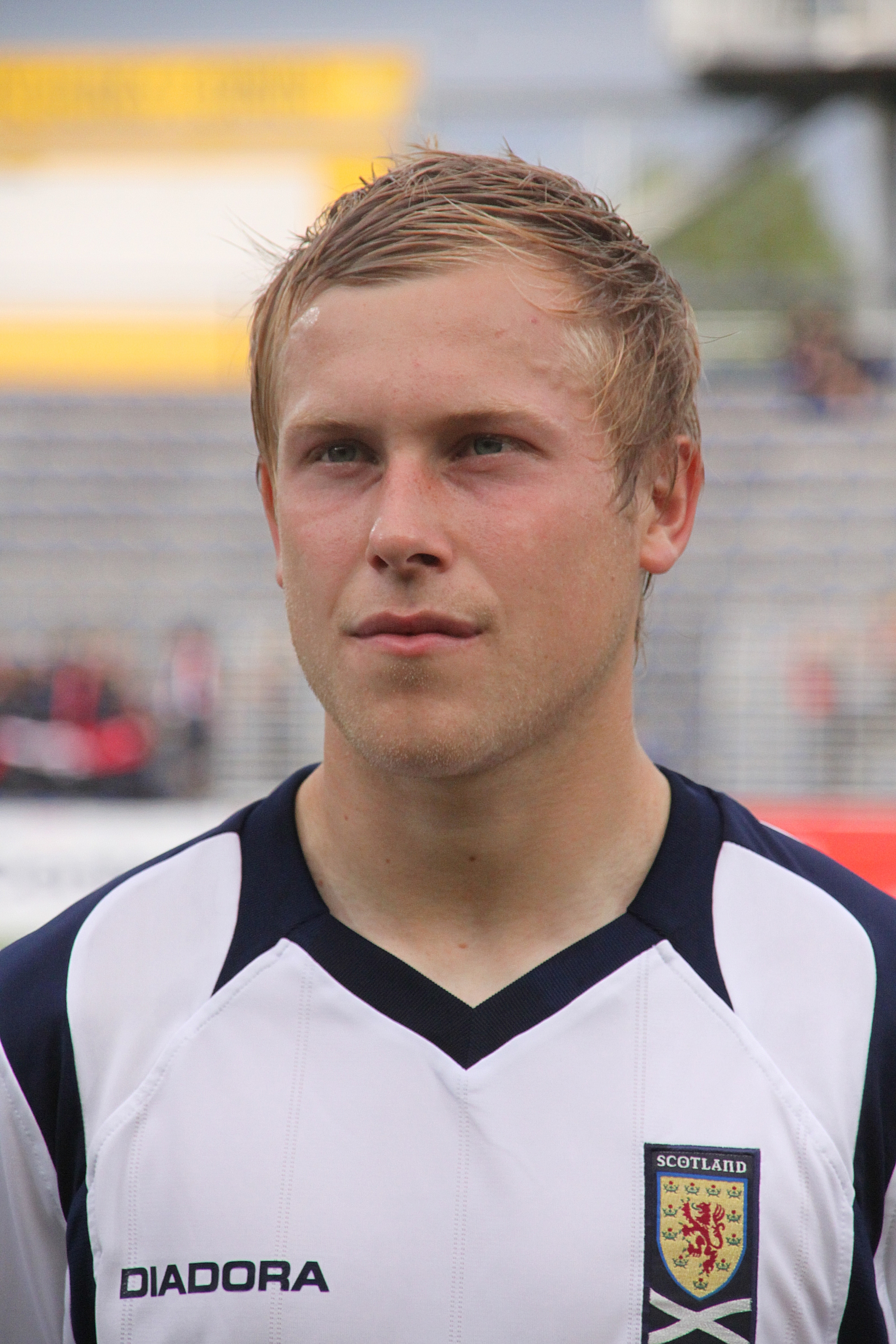
Арфилд в футболке молодёжной сборной Шотландии

После вылета «Фалкирка» пошли слухи о грядущем уходе Арфилда из клуба. 17 мая 2010 года было подтверждено, что игрок ведёт переговоры с английским «Хаддерсфилд Таун» и должен пройти медосмотр в клубе. К тому времени «Фалкирк» уже отклонил предложения от «Гамильтон Академикал», «Хиберниана», «Харт оф Мидлотиан» и «Саутгемптона».
Арфилд покинул «Фалкирк», сыграв за клуб в общей сложности 108 игр и забив 13 голов. Он провёл свой последний матч за «Фалкирк» против «Килмарнока», который и оформил клуб в низший дивизион.

### «Хаддерсфилд Таун»

#### Сезон 2010/11
21 мая 2010 года было объявлено, что Арфилд подписал контракт с «Хаддерсфилд Таун», а «Фалкирк» получил за него £ 400 000, но в дальнейшем выплата могла увеличиться до £ 600 000 после определённого числа проведённых матчей.
Игрок дебютировал за «Хаддерсфилд» в победном 3:0 матче с «Ноттс Каунти» 7 августа 2010 года. 11 сентября 2010 года он забил свой первый гол за «терьеров» на стадионе «Брисбен Роуд» в ворота «Лейтон Ориент», матч закончился 2:1 в пользу «Хаддерсфилда». Через неделю Арфилд забил свой первый гол на домашнем стадионе «Хаддерсфилда» против «Йовил Таун» (4:2).

#### Сезон 2011/12
Арфилд был постоянным игроком основы «Хаддерсфилда», сыграл 38 матчей и забил два гола во всех соревнованиях, «Хаддерсфилд» закончил сезон в плей-офф и получил право бороться за выход в Чемпионшип. В финале на «Уэмбли» Хаддерсфилд обыграл «Шеффилд Юнайтед» по пенальти (8:7), Арфилд забил свой пенальти, сделав счёт 2:1 в пользу своего клуба.

#### Сезон 2012/13
В первом сезоне «Хаддерсфилда» в Чемпионшипе Арфилд реже появлялся на поле и в конце сезона был отпущен клубом вместе с Томом Кларком и Аланом Ли.

### «Бернли»
После ухода из «Хаддерсфилда» Арфилд прошёл просмотр в «Бернли» и забил в победном 3:0 матче с «Корк Сити» 15 июля 2013 года, через 4 дня он подписал с «бордовыми» контракт на два года. Арфилд взял 37-й номер в память о игроке юношеского состава «Фалкирка» Крейга Гованса, который носил тот же номер и погиб в железнодорожной аварии в 2005 году. Арфилд забил свой первый официальный гол за «Бернли» 6 августа 2013 года, в матче с «Йорк Сити» (4:0) в Кубке Лиги. Всего в том сезоне игрок забил 9 голов в 49 матчах за «Бернли». «Бернли» добился выхода в Премьер-Лигу, а Арфилд подписал контракт с клубом на три года в июле 2014 года.

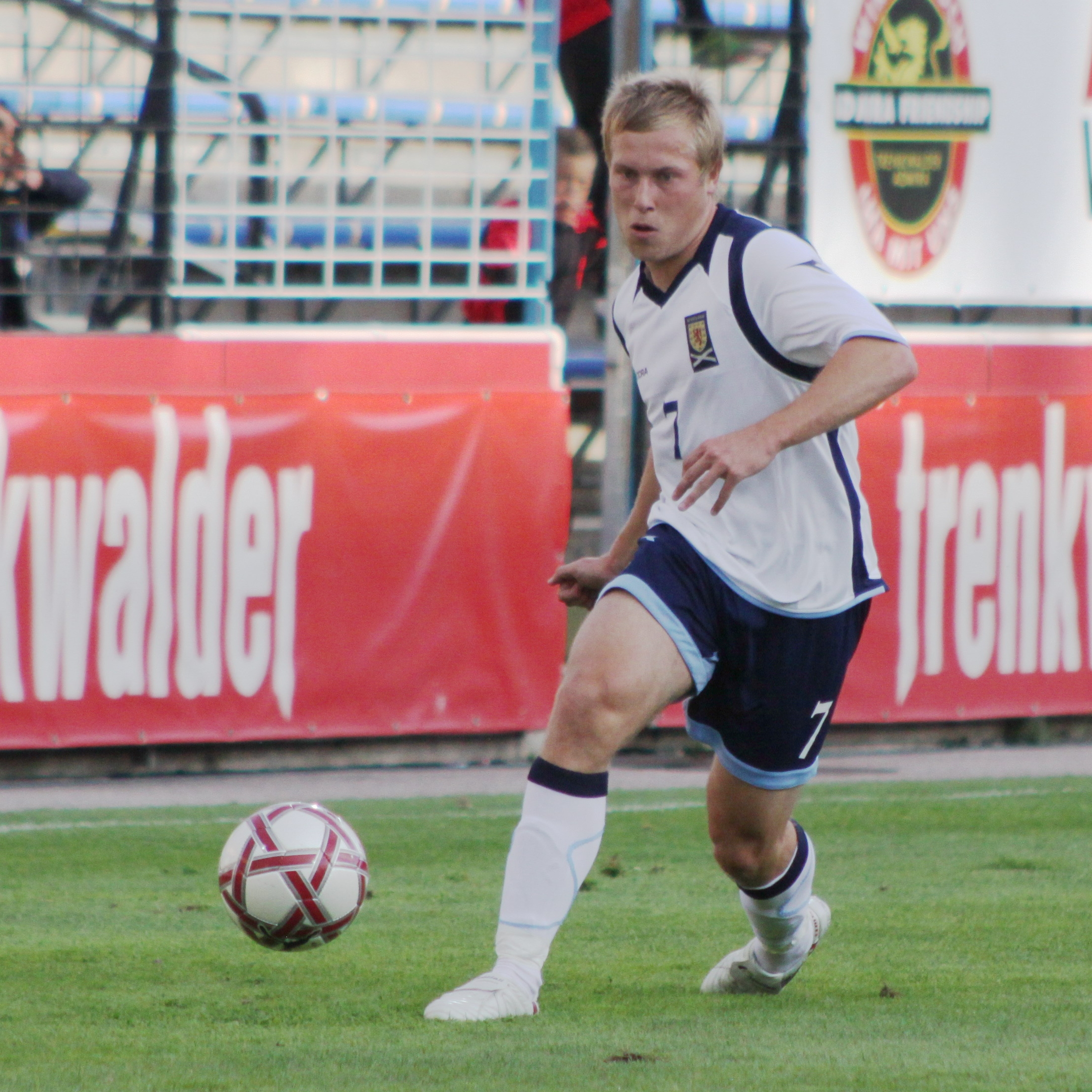
Арфилд в игре за молодёжную сборную Шотландии

Арфилд забил в своем дебютном матче в Премьер-лиге против «Челси» в игре открытия сезона.

### «Рейнджерс»
14 мая 2018 года Арфилд подписал 4-летний контракт с шотландским клубом «Рейнджерс». Дебютировал за шотландский клуб 12 июля 2018 года в матче квалификации Лиги Европы 2018/19 против македонского «Шкупи» (2:0). В шотландском Премьершипе дебютировал 5 августа 2018 года в матче стартового тура сезона 2018/19 против «Абердина» (1:1). 7 апреля 2019 года в матче против «Мотеруэлла» оформил хет-трик (3:0). Летом 2023 года Арфилд покинул «Рейнджерс» в связи с истечением срока контракта.

### «Шарлотт»
22 июня 2023 года Арфилд подписал контракт с клубом MLS «Шарлотт» до конца сезона 2024 с опцией продления на сезон 2025. В американской лиге дебютировал 5 июля 2023 года в матче против «Нью-Йорк Сити» (1:1), выйдя на замену на 54-й минуте вместо Харрисона Аффула. 29 июля 2023 года в матче группового этапа Кубка лиг 2023 против мексиканской «Некаксы» забил свой первый гол за «Шарлотт» (4:1).

### «Болтон Уондерерс»
12 июля 2024 года Арфилд перешёл в клуб английской Лиги один «Болтон Уондерерс», подписав однолетний контракт. За «Уондерерс» дебютировал 10 августа 2024 года в матче стартового тура сезона 2024/25 против «Лейтон Ориент» (2:1).

## Международная карьера

### Шотландия
Арфилд играл за сборные Шотландии до 19 лет, до 21 года и вторую сборную. Он дебютировал за сборную до 19 лет в товарищеском матче (3:1) против Австрии. Арфилд был членом сборной Шотландии в возрасте до 21 года и сыграл в октябре 2007 года против (0:4). Он был постоянным игроком команды Билли Старка в течение европейских отборочных кампаний 2009 и 2011 годов. Первый гол за молодёжку Арфилд забил в ничейном 2:2 матче с Украиной 6 февраля 2008 года.

### Канада
Так как отец Арфилда родился в Торонто, игрок имел право выступать за сборную Канады. В феврале 2016 года сообщалось, что игрок готов подать заявку в ФИФА, чтобы присоединиться к сборной Канады, более не надеясь на вызов в главную сборную Шотландии. В марте 2016 года Арфилд был включён в состав команды Канады на отборочный матч к ЧМ против Мексики. Он дебютировал 25 марта, заменив Тозейнта Рикеттса в проигранном 0:3 домашнем матче с Мексикой. Арфилд был включён в состав сборной Канады на Золотой кубок КОНКАКАФ 2017.
Был вызван в сборную для участия в Золотом кубке КОНКАКАФ 2019. В первом матче в групповом раунде против сборной Мартиники забил гол на 67-й минуте и вместе с командой добился победы со счётом 4:0.
Значился в предварительной заявке сборной на Золотой кубок КОНКАКАФ 2021 из 60 игроков, но не попал в окончательный состав из 23 игроков.
В январе 2022 года Арфилд объявил о завершении выступлений за сборную.

## Достижения
Командные
 «Бернли»
- Победитель Чемпионшипа: 2015/16

 «Рейнджерс»
- Чемпион Шотландии: 2020/21
- Обладатель Кубка Шотландии: 2021/22